# Анна Пажимес
Анна Пажѝмес  (на полски: Anna Parzymies; р. 5 януари 1939, София) е полска арабистка, хабилитиран доктор, професор във Варшавския университет.
Специалистка по въпроси от три области:
1. Ислямът в Европа (става въпрос предимно за магребски малцинства във Франция, чеченците, ингушите, татарите и другите народи изповядващи исляма в Руската Федерация, както и албанците и босненските мюсюлмани на Балканите);
2. Арабска социолингвистика със специален акцент върху влиянието на турския език върху говоримия арабски език;
3. Методология на историческото езикознание с натиск върху групата на алтайските езици.

## Биография
Основно, средно и висше образование завършва в София. През годините 1957 – 1962 г. следва туркология и българистика в Софийския университет. От 1962 г. в продължение на 3 години е стипендиантка на българското правителство в Института за живи езици на Университета в Тунис (Institut Bourguiba des Langues Vivantes – арабистика). През 1971 г. получава званието магистър във Факултета по чужди филологии на Варшавския университет. Докторска дисертация защитава през 1978 г. в Ягелонския университет в Краков. През 1992 г. получава научната титла хабилитиран доктор на хуманистичните науки в областта на езикознанието – тюркологията. Своите главни научноизследователски заинтересования съсредоточава предимно върху езиковите контакти на турските и славянските народи и върху културата на ислямската общественост.
Основателка е на Института по европейски ислям във Факултета по ориенталистика на Варшавския университет.
Създателка и основателка на Академическите издателства ДИАЛОГ – полско издателство основано през 1992 година. Издателството публикува книги с ориенталска тематика. Това са публикации, свързани с Африка и Азия, включително поезия на тамошните автори (издавана е например класическа санскритска поезия, съвременна китайска поезия и романи от Северна Африка). По-късно се издава също така европейска литература (руска, финска, френска, шведска). Значителна част от издадените книги се отнася до религиознанието и ориенталските филологии.

## Награди
Получава в Париж наградата на UNESCO/Sharjah за 2009 година за принос в промоцията и разпространяването на арабската култура.

### Книги
- Tunezja, Wydawnictwa Uniwersytetu Warszawskiego, Warszawa 1984. Тунезия, Издателство на Варшавския университет, Варшава 1984.
- Anthroponymie algérienne. Noms de famille moderne d'origine turque, PWN, Warszawa 1985.
- Język protobułgarski. Przyczynek do rekonstrukcji na podstawie porównań turecko-słowiańskich (Прабългарски език. Принос към реконструкцията на базата на турско-славянски сравнения), Rozprawy Uniwersytetu Warszawskiego 381, ISSN 0509 – 7177, Wydawnictwa Uniwersytetu Warszawskiego, Warszawa 1994.
- Język czuwaski (Чувашки език), Wyd. Akademickie Dialog, Warszawa 2000, ISBN 83-88238-60-4

### Книги – научна редакция
- Encyklopedia. Świat w przekroju 1988 (Енциклопедия. Светът в сечение 1988), praca zbiorowa, Wiedza Powszechna, 1989 (съставителство и редакция)
- Islam a terroryzm (Ислям и тероризъм), Wyd. Akademickie Dialog, Warszawa 2003, ISBN 83-88938-44-4 (съставителство и редакция)
- Ferdinand de Saussure, Szkice z językoznawstwa ogólnego (Очерци по общото езикознание), redakcja naukowa polskiej wersji językowej A. Parzymies, Wyd. Akademickie Dialog, Warszawa 2004. (научна редакция на полския превод)
- Muzułmanie w Europie (Мюсюлманите в Европа), Wyd. Akademickie Dialog, Warszawa 2005, ISBN 83-89899-08-6 (съставителство и редакция)
- Studies in Oriental Art and Culture in Honour of Professor Tadeusz Majda, a collection edited by Anna PARZYMIES, Wyd. Akademickie Dialog, Warszawa 2006, ISBN 83-89899-39-6 (съставителство и редакция)

### Статии в сборници
1. Cyryl i Metody a kultura arabska [Cyril and Methodius and the Arab culture] [w:] T. Dąbek-Wirgowa, J. Wierzbicki (red.) Kategorie peryferii i centrum w kształtowaniu się kultur narodowych, Materiały konferencji naukowej, Wyd. UW, Warszawa 1986. Кирил и Методи и арабската култура [в:] T. Dąbek-Wirgowa, J. Wierzbicki (ред.) Категории на периферии и център в създаването на националните култури, Материали от научна конференция, Издателство на Варшавския Университет, Варшава, 1986
2. La diglossie au Maghreb – un probleme social [w:] S. Piłaszewicz, J. Tulisow (red.) Problemy języków Azji i Afryki, PWN, Warszawa 1987. La diglossie au Maghreb – un probleme social [в:] S. Piłaszewicz, J. Tulisow (ред.) Проблеми на езици в Азия и Африка, PWN, Варшава, 1987
3. Muzułmanie we Francji [w:] H. Jankowski (red.), Z Mekki do Poznania. Materiały 5. Ogólnopolskiej Konferencji Arabistycznej Poznań 9 – 10 czerwca 1997, Wydawnictwo UAM, Poznań 1998, ISBN 83-910799-0-2. Мюсюлмани във Франция [в:] H. Jankowski (ред.), От Мекка за Познан. Материали 5. от Националната конференция по арабистика в Познан 9 – 10 юни 1997, Издателство на Университет „Адам Мицкивич“, Познан, 1998
4. Ałtaizmy w języku polskim [w:] Orient w kulturze polskiej. Materiały z okazji 25-lecia Muzeum Azji i Pacyfiku w Warszawie, Wyd. Akademickie Dialog, Warszawa 2000, ISBN 83-88238-44-2. Алтаизми в полския език [в:] Ориент в полската култура. Материали по повод 25-годишнина на Музей Азия и Пацифик във Варшава, Академическо Издателство „Диалог“, Варшава, 2000
5. Islam na Bałkanach [w:] A. Abbas (red.), Zagadnienia współczesnego islamu, Wyd. UAM, Poznań 2003, ISBN 83-910799-6-1. Ислам на Балканите [в:] A. Aббас (ред.), Въпроси на съвременния ислам, Издателство на Университет „Адам Мицкивич“, Познан, 2003
6. U źródeł arabskiego antyamerykanizmu [w:] A. Parzymies (red.), Islam a terroryzm, Wyd. Akademickie Dialog, Warszawa 2003. При източниците на арабски антиамериканизъм [в:] A. Пажимиес (ред.), Ислам и тероризъм, Академическо Издателство „Диалог“, Варшава, 2003
7. Muzułmanie w Europie (co-authored by Agatą S. NALBORCZYK) [w:] E. Machut-Mendecka (red.), Oblicza współczesnego islamu, Academica, Warszawa 2003, ISBN 83-89281-03-1. Мюсюлмани в Европа (заедно с Агата С. НАЛБОРЧИК) [в:] E. Machut-Mendecka (ред.), Лица на съвременния ислям, Academica, Варшава, 2003
8. Muzułmanie w Bośni i Hercegowinie [w:] A. Parzymies (red.), Muzułmanie w Europie, Wyd. Akademickie Dialog, Warszawa 2005. Мюсюлмани в Босна и Херцеговина [в:] A. Parzymies (ред.), Мюсюлмани в Европа, Академическо Издателство „Диалог“, Варшава, 2005
9. Muzułmanie w Macedonii [w:] A. Parzymies (red.), Muzułmanie w Europie, Wyd. Akademickie Dialog, Warszawa 2005. Мюсюлмани в Македония [в:] A. Parzymies (ред.), Мюсюлмани в Европа, Академическо Издателство „Диалог“, Варшава, 2005
10. Muzułmanie w Serbii i Czarnogórze [w:] A. Parzymies (red.), Muzułmanie w Europie, Wyd. Akademickie Dialog, Warszawa 2005. Мюсюлмани в Сърбия и Черна гора [в:] A. Parzymies (ред.), Мюсюлмани в Европа, Академическо Издателство „Диалог“, Варшава, 2005
11. Muzułmanie w Jugosławii [w:] A. Parzymies (red.), Muzułmanie w Europie, Wyd. Akademickie Dialog, Warszawa 2005. Мюсюлмани в Югославия [в:] A. Parzymies (ред.), Мюсюлмани в Европа, Академическо Издателство „Диалог“, Варшава, 2005
12. Muzułmanie w Bułgarii [w:] A. Parzymies (red.), Muzułmanie w Europie, Wyd. Akademickie Dialog, Warszawa 2005. Мюсюлмани в България [в:] A. Parzymies (ред.), Мюсюлмани в Европа, Академическо Издателство „Диалог“, Варшава, 2005
13. Muzułmanie w Grecji [w:] A. Parzymies (red.), Muzułmanie w Europie, Wyd. Akademickie Dialog, Warszawa 2005. Мюсюлмани в Гърция [в:] A. Parzymies (ред.), Мюсюлмани в Европа, Академическо Издателство „Диалог“, Варшава, 2005
14. Professor Tadeusz Majda and his research, teaching and organisational chievements [w:] A. Parzymies (red.), Studies in Oriental Art and Culture in Honour of Professor Tadeusz Majda, Wyd. Akademickie Dialog, Warszawa 2006. Professor Tadeusz Majda and his research, teaching and organisational chievements [в:] A. Parzymies (ред.), Studies in Oriental Art and Culture in Honour of Professor Tadeusz Majda, Академическо Издателство „Диалог“, Варшава, 2006
15. Ethnonymes slaves. Propositions d'etymologies altaďques [в:] A. Parzymies (ред.), Studies in Oriental Art and Culture in Honour of Professor Tadeusz Majda, Академическо Издателство „Диалог“, Варшава, 2006
16. O nagłosowym ś- w języku protobułgarskim [On the initial ś- in the Bulgar language] [w:] E. Siemieniec-Gołaś, J. Georgiewa-Okoń (red.), Od Anatolii po Syberię. Świat turecki w oczach badaczy, Wyd. UJ, Kraków 2010. За „ś“ на почетъка на дума в прабългарски език [в:] E. Siemieniec-Gołaś, J. Georgiewa-Okoń (ред.), От Мала азия по Сибир. Турският свят в очите на изследователи, Издателство на Ягелонски Университет, Краков, 2010
17. Алтайски езикови влияния в славянските езици методологичен подход върху примера на думата koliba Проблеми на балканското и славянското езикознание, Фабер, Велико Търново, 2010

### Статии в списания
1. Noms de famille en Algérie contemporaine, „Africana Bulletin“ 23, 1975
2. Uwagi na temat nazewnictwa geograficznego Algierii (Бележки към географски имена в Алжир), „Przegląd Informacji o Afryce“ 4, 1976
3. Adaptation phonétique des noms de famille turcs a la langue parlée d'Algérie, „Africana Bulletin“ 26, 1977
4. Contenue ethnique des odjaks d'Algérie, „Africana Bulletin“ 29, 1978
5. Rozwój patronimikum algierskiego (Развой на алжирския патронимикум), „Przegląd Informacji o Afryce“ 1, 1979
6. Stosunki turecko-tunezyjskie w XIX wieku (Турско-туниските отношения през XIX век), „Afryka. Azja, Ameryka Łacińska“ 1, 1982
7. Appelatifs turcs dans le dialecte arabe de Tunis, „Ориенталистичен годишник“ XLIII, 1984
8. Aperçu sur l'évolution socio-lingistique de la langue arabe, „Africana Bulletin“ 32, 1985
9. Caractéristique typologique de la situation linguistique arabe, „Africana Bulletin“ 33, 1986
10. Słowiańsko-huńskie związki językowe (Славяно-хунските езически връзки), „Przegląd Orientalistyczny“ 143:3, 1987
11. Cyryl i Metody a kultura arabska (Кирил и Методий и арабската култура), „Afryka, Azja, Ameryka Łacińska“ 68, 1990
12. Une autre lecture de l'inscription de Pliska, „Journal Asiatique“ 279:3 – 4, 1991
13. Czy jest to pierwszy tekst w języku protobułgarskim, „Afryka, Azja, Ameryka Łacińska“ 69, 1992
14. Jeszcze raz o strawie, Още веднъж за храната „Acta Philologica“ 22, 1992
15. Le passé chrétien et le présent tolérant de la Tunisie musulmane, „Арабистични и ислямски проучвания“, III, 1996
16. O integracji ludności muzułmańskiej w Europie (За интеграцията на мюсюлманското население в Европа), „Studia Bobolanum“ 2/2003, ISSN 1642 – 5650